# زابیژوو (استان لهستان کوچک‌تر)
زابیژوو (به لهستانی:  Zabierzów) یک روستا در لهستان است که در گمینا زابیژوو واقع شده‌است. زابیژوو ۴٬۴۰۰ نفر جمعیت دارد.